# Inge Viett
Inge Viett, née le 12 janvier 1944 à Stemwarde (Barsbüttel) près de Hambourg et morte le 9 mai 2022, est une criminelle et terroriste, activiste allemande, membre de la deuxième génération de la Fraction armée rouge (RAF).

## Biographie
En 1946, Inge Viett est envoyée dans un foyer pour enfants. En mars 1950, elle rejoint une famille d'accueil dans un village près d'Eckernförde. À onze ans, elle s'enfuit de sa famille d'accueil. Elle devient plus tard nounou pour une famille à Hambourg. En 1963, elle suit des études de sport et de gymnastique à l'Université de Kiel. Elle se rend à Wiesbaden, où elle travaille comme assistante graphique, comme guide touristique et barman.
En 1968, elle déménage à Berlin-Kreuzberg, où elle participe à des réunions et à des manifestations. Lors d'une manifestation, elle est arrêtée par un policier en civil. Elle passe la nuit en garde à vue. Elle décrira plus tard cette expérience courte de prison comme une rupture profonde. Elle se consacre alors entièrement à l'activité politique et l'action militante. Elle apprend la construction et l'utilisation de cocktails Molotov. Des actions sont dirigées contre des vitrines de grands magasins. Son groupe prend également part à des actions de vol organisées dans les grands magasins, dont le produit est envoyé à des détenus. Elle devient membre du Mouvement du 2-Juin, recruté par Bommi Baumann. Elle participe à un premier vol de banque, afin de financer leurs activités. 
Le 7 mai 1972, elle est arrêtée avec d'autres personnes, y compris Ulrich Schmücker, à Bad Neuenahr-Ahrweiler. Elle est emprisonnée d'abord dans la prison de Coblence, puis à Berlin. En janvier 1973, elle participe pendant cinq semaines à une grève de la faim organisée à l'échelle nationale pour de meilleures conditions de détention. Après la mort de son camarade Holger Meins durant cette grève de la faim, ils kidnappent l'homme politique de Berlin-Ouest Peter Lorenz pour forcer la libération des prisonniers. Un groupe de cinq personnes est libéré contre la liberté de Peter Lorenz. Elle est ensuite envoyée à Beyrouth puis au Yémen. Après quelques semaines, elle revient en Europe. À Berlin, elle participe à deux vols de banque.
Elle est arrêtée le 9 septembre 1975 lors d'une opération de police. Le 24 décembre 1975, elle tente de s'évader. Le 7 juillet 1976, elle s'évade avec Gabriele Rollnik, Monika Berberich et Juliane Plambeck, à l'aide d'un double des clés qu'ils avaient fabriqué et en maîtrisant deux gardiens de prison. Elle retourne en République démocratique populaire du Yémen, où elle suit une formation. Elle revient en Europe et participe au kidnapping de l'entrepreneur Walter Palmers. Il est libéré contre une rançon. Elle part ensuite pour l'Italie. Elle se rend à Berlin-Est et part pour Bagdad où elle reste trois mois, retourne en Europe et s'installe à Paris. Le 5 mai 1980 à Paris, Sieglinde Hofmann, Ingrid Barabass, Regina Nicolai, Karola Magg et Karin Kamp sont arrêtées. Elle décide alors de retourner en RDA. 
Le 4 août 1981, elle est arrêtée par deux policiers motocyclistes à Montparnasse à Paris, en roulant sans casque sur son cyclomoteur Suzuki ; elle tente de s'échapper. Une poursuite s'ensuit à travers Paris ; l'un des policiers chute et ne peut plus continuer la poursuite. Finissant sa course Inge Viett arrive dans un parking, rue de la Chaise dans le 7e arrondissement, où elle est rejoint par le deuxième policier ayant réussi à la suivre. Ce dernier, le policier Francis Violleau (1946-2000), s'approche alors d'elle pour la contrôler. C'est à ce moment-là qu'elle sort une arme et tire sur le policier. Ce dernier, marié et père de trois enfants, sera très grièvement blessé. Le projectile ayant traversé sa gorge et atteint la moelle épinière, il deviendra tétraplégique et après 19 ans de souffrances multiples il mourra le 17 mars  2000 à l'âge de 54 ans des suites de la blessure,.
En 1982, en cavale, elle retourne en RDA sous le nom de Eva Maria Sommer. Elle s'installe à Dresde et devient photographe. Elle travaille également pour la police secrète est-allemande (la Stasi). Un collègue qui voyage en République fédérale la reconnaît sur une photo. Inge Viett doit alors quitter Dresde pour se rendre à Berlin où elle reçoit une nouvelle identité. En 1987, elle déménage à Magdebourg. 
À l'occasion des élections législatives le 18 mars 1990, elle sert comme juge. Après la chute du mur de Berlin, elle est arrêtée le 12 juin 1990, à l'entrée de sa maison. Son voisin reçoit 50 000 marks de récompense. 
Elle est condamnée en 1992 à treize ans de prison pour avoir tenté d'assassiner un policier à Paris en 1981. En janvier 1997, elle est libérée après avoir purgé la moitié de sa peine ; le reste de la peine est suspendu. Pendant son emprisonnement, elle écrit son premier livre : Nie war ich furchtloser (« Jamais je n'ai eu aussi peu peur »), publié en 1997 aux éditions Nautilus.
Elle publie le 24 février 2007 dans le journal marxiste berlinois Junge Welt un article dans lequel elle défend le terrorisme de la RAF.